# یواس‌اس دافین (ای‌پی‌ای-۹۷)
یواس‌اس دافین (ای‌پی‌ای-۹۷) (به انگلیسی: USS Dauphin (APA-97)) یک کشتی بود که طول آن ۴۷۳ فوت ۱ اینچ (۱۴۴٫۲۰ متر) بود. این کشتی در سال ۱۹۴۴ ساخته شد.